# Hermes, pies i gwiazda
Hermes, pies i gwiazda – drugi tom poetycki Zbigniewa Herberta, wydany przez Wydawnictwo „Czytelnik” w 1957 roku w nakładzie 3185 egzemplarzy.

## Charakterystyka
Zdaniem Macieja Stanaszka tom ten stanowił novum w twórczości Herberta pod względem formy, ze względu na szerokie zastosowanie prozy poetyckiej, oraz pod względem treści, ze względu na komentowanie wydarzeń bieżących. Według Stanaszka inne przewijające się w tomie tematy to: poezja, wyobraźnia, epistemologia, Lwów czy rzadziej podejmowana później przez Herberta tematyka miłosna. Proza poetycka rozważa za to najczęściej naturę rzeczy i istot, czyniąc to w tonie żartobliwym.

## Spis utworów

### Wiersze
- Chrzest
- U wrót doliny
- Dotyk
- Chciałbym opisać
- Głos
- Ankhenaton
- Nefertiti
- Podróż do Krakowa
- Ciernie i róże
- Co robią nasi umarli
- Przypowieść
- Kołatka
- Wybrańcy gwiazd
- Trzy studia na temat realizmu
- Nigdy o tobie
- Niepoprawność
- Dojrzałość
- Biały kamień
- Balkony
- Pokój umeblowany
- Deszcz
- Pan od przyrody
- Zbieracz bambusu
- Madonna z lwem
- Siódmy anioł
- Pudełko zwane wyobraźnią[a]
- O tłumaczeniu wierszy
- Różowe ucho
- Epizod
- Jedwab duszy
- Moje miasto
- Pięciu
- Życiorys
- Do pięści
- Prośba
- Ornamentatorzy
- Pieśń o bębnie
- Mały ptaszek
- Przypowieść o emigrantach rosyjskich
- Jak nas wprowadzono
- Substancja
- Odpowiedź
- Węgrom[b]

### Proza poetycka
- Skrzypce
- Guzik
- Księżniczka
- Matka i jej synek
- Pijacy
- Klawesyn
- Przedmioty
- Muszla
- Kraj
- Kot
- Krasnoludki
- Studnia
- Epizod w bibliotece
- Osa
- Wariatka
- Raj teologów
- Umarli
- Krypta
- Po koncercie
- Piekło
- Hotel
- Siedmiu aniołów
- Miasteczko
- Mur
- Wojna
- Wilk i owieczka
- Ballada o starych kawalerach
- Wieża
- Kawiarnia
- Niedźwiedzie
- Harfa
- Piraci
- Dziadek
- Dróżnik
- Od końca
- W drodze do Delf
- Wiatr i róża
- Kura
- Klasyk
- Malarz
- Pejzaże kolejowe
- Hermes, pies i gwiazda
- Szwaczka
- Ogród botaniczny
- Las
- Cesarz
- Żołnierz
- Słoń
- Martwa natura
- Ryby
- Żywot wojownika
- Pogrzeb młodego wieloryba
- Ofiarowanie Ifigenii
- Gabinet śmiechu
- W szafie
- Samobójca
- Równowaga
- Magiel
- Z technologii łez
- Bajka japońska
- Sen cesarza
- Organista
- Księżyc
- Luneta kapitana
- Bajka ruska
- Fotoplastikon